# دوري مونتسرات لكرة القدم 1995-96
دوري مونتسرات لكرة القدم 1995-96 هو موسم من دوري مونتسرات لكرة القدم. فاز فيه Royal Montserrat Police Force FC ‏.